# 박영빈 (정치인)
박영빈(朴英彬, 1907년 7월 31일~1998년 5월 17일?)은 조선민주주의인민공화국의 정치인이다.

## 생애
고려인 출신인 그는 1953년부터 1956년까지 조선로동당 제2기 상무위원회 제6차 공동전원회의 위원으로 활동했으며, 1954년 3월 23일부터 1961년 9월 18일까지 조선로동당 부위원장을 지냈다.

## 참고 자료
- 김규범 (2019). 1956년 “8월전원회의 사건” 재론 : 김일성의 인사정책과 ‘이이제이’식 용인술. 현대북한연구, 22(3).
- 서동만, 북조선사회주의체제성립사 1945~1961(서울: 도서출판선인, 2005).
- 장학봉 외, 북조선을 만든 고려인 이야기(서울: 경인문화사, 2006).
- 조수룡 (2019). 북한 역사상 제1대 사건, 1956년 8월전원회의. 내일을 여는 역사, 74.